# 아시아 태평양 수산위원회
아시아 태평양 수산위원회(Asia-Pacific Fishery Commission, APFIC)는 1948년 2월 26일 필리핀 바기오에서 개최된 식량 농업 기구 수산회의에서 헌장이 기초되었고, 11월 9일 5개국이 비준함으로써 발효되었으며, 동 일자로 제4차 FAO 총회에서 본 헌장을 비준함으로써 정식으로 발족한 국제수산기구이다. 발족당시 명칭은 인도 태평양 수산위원회이다. 국제 식량 기구가 주관하여 설립한 자매기구 중 최초로 설립된 인도 태평양 수역의 수산자원의 개발 및 관리기구로써, 회원국은 현재 21개국이며, 로마에 본부를 두고 FAO분담금으로 운영되고 있다.
위원회 내에 2개의 기술소위원회가 있는데, 그중 하나는 생물학분야로서 내수면 어업, 연체동물, 갑각류 및 해초 등에 관한 분야를 담당하고 있으며, 다른 하나는 기술분야로서 토착 및 토착 어선·어구, 생선 가공·보장·판매, 재훈련센터의 설치·운영 등이다.
대한민국은 1950년 1월 19일 본 위원회 설치에 관한 협정에 가입하여, 1962년 10월 제10차 IPFC 이사회를 서울에서 개최하였고, 매 회의마다 대표가 참석함으로써 수산업 발전에 기여하고 있다.

## 같이 보기
- 중서부태평양수산위원회
- 태평양 공동체

## 참고 자료
- (영어) APFIC: ITS EVOLUTION, ACHIEVEMENTS AND FUTURE DIRECTION
- (영어) DECISION-MAKING IN REGIONAL FISHERY BODIES OR ARRANGEMENTS: THE EVOLVING ROLE OF RFBS AND INTERNATIONAL AGREEMENT ON DECISION-MAKING PROCESSES
- (영어) APFIC: Its Changing Role 보관됨 2011-07-18 - 웨이백 머신